# Galmaarden
Galmaarden (Frans: Gammerages) is een dorp in de Belgische provincie Vlaams-Brabant en een deelgemeente van Pajottegem.

## Geschiedenis

### Middeleeuwen en Nieuwe tijd
De oudste vermelding van Galmaarden komt voor in de stichtingsoorkonde van Geraardsbergen van 1068. Het grondgebied van Galmaarden bevond zich van de karolingische tijden tot de elfde eeuw in de Brabantgouw. Toen veroverde de gouwgraaf van de Henegouw, die ten zuiden van de Hene lag, een deel van de gouw Brabant. Binnen het graafschap Henegouwen behoorde Galmaarden tot de kasselrij Aat.
De Keure van Galmaarden dateert van 1330 en het Marktrecht van 1381. Jean de Montignies-saint-Christophe verleende de Galmaardenaren een vrijheidsoorkonde waardoor allerlei feodale verplichtingen werden afgeschaft. In de late middeleeuwen had de stad van Gaumerage een zeker belang als centrum van lakennijverheid.
In de 13de eeuw behoorde Galmaarden tot het rechtstreekse bezit van de Henegouwse heren de Braine (graafschap Henegouwen), in de 14de eeuw tot de Montignies-Saint-Christophe. Sinds 1439 was familie de Hennin-Liétard eigenaar van de heerlijkheid. In 1606 werd Galmaarden gekocht door Jean de Richardot, wiens zoon Guillaume in 1623 verheven werd tot graaf van Galmaarden door de Spaanse koning Filips IV. Na uitsterven van het geslacht de Richardot ging Galmaarden in 1752 na openbare verkoop over naar Paul Antoine Walckiers. Zijn zoon Jean Joseph Walckiers zou de laatste heer van Galmaarden zijn, daar de feodale structuren afgeschaft werden nadat onze gewesten ingelijfd werden bij de Franse republiek in 1795.
Op geestelijk vlak behoorde de St-Pietersparochie van Galmaarden tot het aartsbisdom Kamerijk. Ook de benedictinessen van de abdij van Vorst bezaten belangrijk rechten op het dorp. Na het concordaat van 1802 kwam de parochie onder het aartsbisdom Mechelen te vallen.

### Nieuwste tijd
Vanaf 1795 maakte Galmaarden deel uit van het kanton Herne in het Dijledepartement, later de Nederlandse provincie Zuid-Brabant (1814) en kortweg Brabant (1831). In 1977 fusioneerde Galmaarden met de aangrenzende gemeenten Tollembeek en Vollezele. Sinds 1 januari 1995 behoort Galmaarden tot de provincie Vlaams-Brabant.
In de 20e eeuw werd Galmaarden meer en meer verstedelijkt. Er zijn veel pendelaars die in Brussel werken.
Op 1 januari 2025 fuseert Galmaarden samen met de gemeenten Gooik en Herne tot de gemeente Pajottegem.

## Geografie

### Kernen
Naast Galmaarden zelf bestaat de gemeente uit de dorpen Tollembeek en Vollezele. Daarnaast zijn er ook nog de gehuchten Sint-Paulus, Gemelingen, Rode, Wilderen, Bruinsbroek, Bosveld en Spanien

#### Tabel
| # | Naam       | Opp. (km²) | Inwoners (2020) | Inwoners per km² | NIS-code |
| - | ---------- | ---------- | --------------- | ---------------- | -------- |
| 1 | Galmaarden | 11,69      | 3.707           | 317              | 23023A   |
| 2 | Tollembeek | 13,94      | 1.967           | 204              | 23023C   |
| 3 | Vollezele  | 9,66       | 3.162           | 227              | 23023B   |

De gemeente wilt na de lokale verkiezingen van 13 oktober 2024 fuseren met Gooik en Herne.

### Waterlopen
De rivier de Mark stroomt vanuit Herne de deelgemeente Tollembeek binnen en vloeit dan via de dorpskern van Galmaarden en het gehucht Sint-Paulus naar Viane.

### Mobiliteit
Galmaarden wordt ontsloten door spoorlijn 123 die in de gemeente station Galmaarden en station Tollembeek verbindt met Geraardsbergen en Denderleeuw enerzijds en Edingen, Halle en Brussel anderzijds.

### Reliëf
Het hoogste punt van Galmaarden is de top van de Bosberg. Deze heuvel was meermaals de scherprechter in het voormalige circuit van de Ronde van Vlaanderen.

## Bezienswaardigheden
- De Sint-Pieterskerk

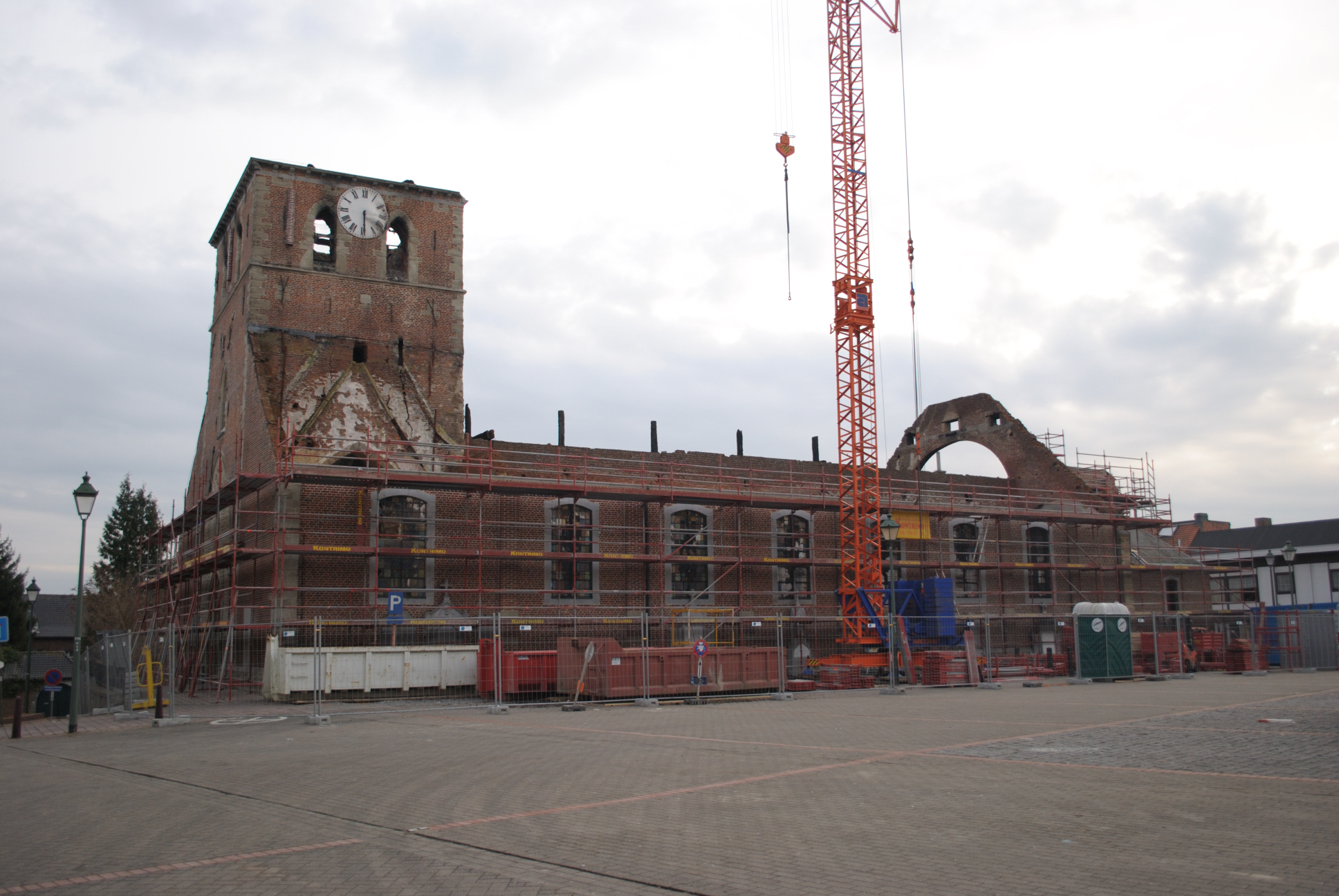
De Sint-Pieterskerk na de brand (2008)

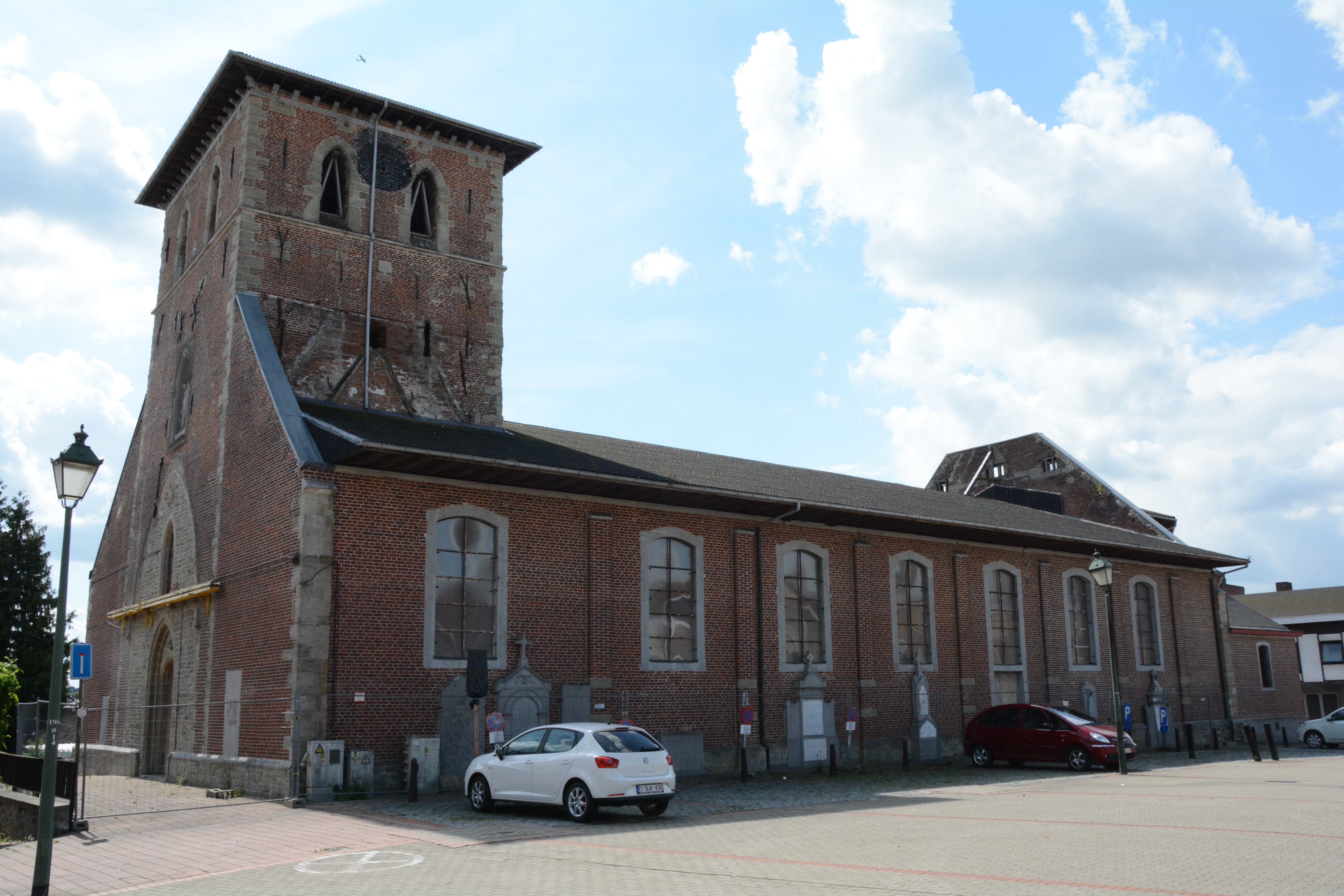
De tijdelijk gestabiliseerde Sint-Pieterskerk in 2015

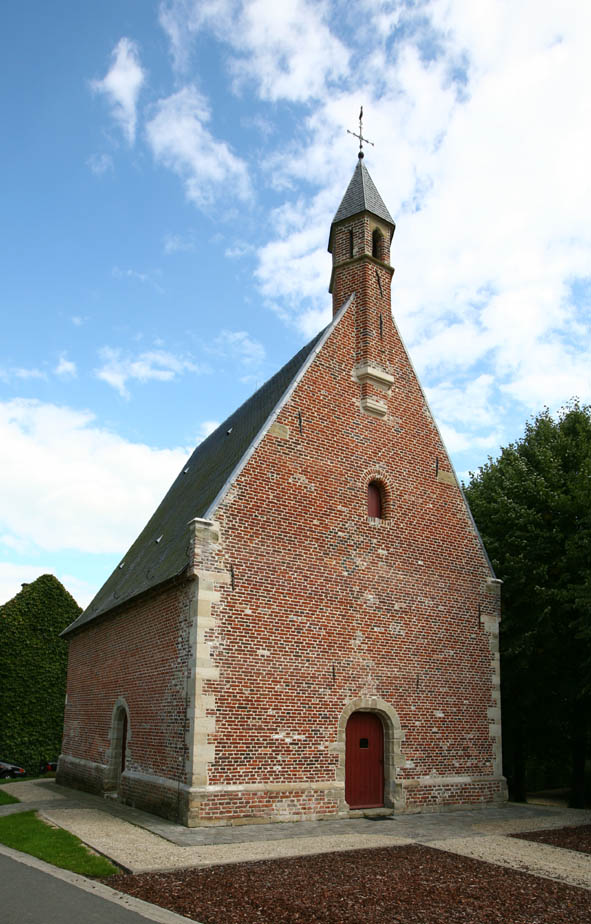
Sint-Pauluskapel (2006)

- De Sint-Pauluskapel in Sint-Paulus dateert uit de 16de eeuw. De communiebank in renaissancestijl en de kansel (gotisch-renaissance) dateren uit het einde van de 16de eeuw. Het polychroom beeld van Sint-Paulus is 15de-eeuws.
- De Driscartmolen
- De Heetveldemolen
- Diverse veldkapelletjes, zoals:
  - De Kapel Christus Predikt in de Wildernisse
  - De Kapel Onze-Lieve-Vrouw van Bijstand
  - De Kapel van het Heilige Kruis
  - De Kapel van het Heilige Kruis en van Onze-Lieve-Vrouw Hulp der Christenen

### Standbeelden en monumenten
- Het monument voor de gesneuvelden. Centraal op de plaats van Galmaarden bevindt zich het monument voor de gesneuvelden van beide wereldoorlogen.
- Het standbeeld voor de mijnwerkers. Om hulde te brengen aan de vele mijnwerkers die gingen werken in de steenkoolmijnen, werd in 1991 voor het Station van Galmaarden een standbeeld opgericht. Het beeld is van kunstenaar Luc Van Ruysevelt. Het bronzen beeld stelt een mijnwerker voor, in half zittende, half liggende houding, steenkolen kappend in een smalle schacht en staat op een sokkel in ruwe blauwe hardsteen.[3]

## Natuur en landschap
Galmaarden ligt in het Pajottenland op een leemplateau en de hoogte bedraagt 25-108 meter. De Mark stroomt door Galmaarden. 
- Tegen de flanken van de Bosberg ligt het natuurgebied het Kluysbos dat overloopt in het Raspaillebos.
- De Markvallei, de ruime omgeving van de weiden en meersen rond de Mark, zijn eveneens beschermd als natuurgebied.[4]
- Het Stiltegebied Dender-Mark ligt deels op het grondgebied van Galmaarden.[5]

## Demografische ontwikkeling

### Demografische evolutie voor de fusie
- Bronnen:NIS, Opm:1831 tot en met 1970=volkstellingen; 1976 = inwonertal op 31 december

### Demografische ontwikkeling van de fusiegemeente
Alle historische gegevens hebben betrekking op de huidige gemeente, inclusief deelgemeenten, zoals ontstaan na de fusie van 1 januari 1977.
- Bronnen:NIS, Opm:1831 tot en met 1981=volkstellingen; 1990 en later= inwonertal op 1 januari

| Inwoners van jaar tot jaar op 1 januari 1992 tot heden | Inwoners van jaar tot jaar op 1 januari 1992 tot heden | Inwoners van jaar tot jaar op 1 januari 1992 tot heden |
| jaar                                                   | Aantal                                                 | Evolutie: 1992=index 100                               |
| ------------------------------------------------------ | ------------------------------------------------------ | ------------------------------------------------------ |
| 1992                                                   | 7.324                                                  | 100,0                                                  |
| 1993                                                   | 7.406                                                  | 101,1                                                  |
| 1994                                                   | 7.444                                                  | 101,6                                                  |
| 1995                                                   | 7.494                                                  | 102,3                                                  |
| 1996                                                   | 7.531                                                  | 102,8                                                  |
| 1997                                                   | 7.640                                                  | 104,3                                                  |
| 1998                                                   | 7.631                                                  | 104,2                                                  |
| 1999                                                   | 7.658                                                  | 104,6                                                  |
| 2000                                                   | 7.741                                                  | 105,7                                                  |
| 2001                                                   | 7.796                                                  | 106,4                                                  |
| 2002                                                   | 7.852                                                  | 107,2                                                  |
| 2003                                                   | 7.882                                                  | 107,6                                                  |
| 2004                                                   | 7.906                                                  | 107,9                                                  |
| 2005                                                   | 8.018                                                  | 109,5                                                  |
| 2006                                                   | 8.058                                                  | 110,0                                                  |
| 2007                                                   | 8.158                                                  | 111,4                                                  |
| 2008                                                   | 8.287                                                  | 113,1                                                  |
| 2009                                                   | 8.310                                                  | 113,5                                                  |
| 2010                                                   | 8.398                                                  | 114,7                                                  |
| 2011                                                   | 8.515                                                  | 116,3                                                  |
| 2012                                                   | 8.535                                                  | 116,5                                                  |
| 2013                                                   | 8.588                                                  | 117,3                                                  |
| 2014                                                   | 8.557                                                  | 116,8                                                  |
| 2015                                                   | 8.632                                                  | 117,9                                                  |
| 2016                                                   | 8.670                                                  | 118,4                                                  |
| 2017                                                   | 8.702                                                  | 118,8                                                  |
| 2018                                                   | 8.725                                                  | 119,1                                                  |
| 2019                                                   | 8.746                                                  | 119,4                                                  |
| 2020                                                   | 8.836                                                  | 120,6                                                  |
| 2021                                                   | 8.814                                                  | 120,3                                                  |
| 2022                                                   | 8.806                                                  | 120,2                                                  |
| 2023                                                   | 8.912                                                  | 121,7                                                  |
| 2024                                                   | 8.931                                                  | 121,9                                                  |

## Politiek

### Burgemeesters
- 1818-1852: Pierre Joseph Toubeau
- 1852-1872: Pierre Somers
- 1872-1878: Dominicus Lemmens
- 1879-1881: Corneille Vanden Bossche
- 1882-1888: François Vandenneucker
- 1888-1906: Pieter-Emiel Exterdael
- 1907-1924: Joseph Dauwe
- 1925-1932: Adolf Demaeseneer
- 1933-1941: Pieter-Emiel Exterdael
- 1941-1944: Hendrik D'Hoker
- 1944-1959: Pieter-Emiel Exterdael
- 1959-1964: Edgard Devalkeneer
- 1965-2000: Georges Cardoen
- 2000-2018: Pierre Deneyer
- 2019-2023 :Patrick Decat
- 2023-2024 :Ludo Persoons
- Fusie Pajottegem

### Resultaten gemeenteraadsverkiezingen van 1976 tot en met 2018
| Partij               | Partij                                                                     | 10-10-1976 | 10-10-1976 | 10-10-1982 | 10-10-1982 | 9-10-1988 | 9-10-1988 | 9-10-1994 | 9-10-1994 | 8-10-2000 | 8-10-2000 | 8-10-2006 | 8-10-2006 | 14-10-2012 | 14-10-2012 | 14-10-2018 | 14-10-2018 |
| Stemmen / Zetels     | Stemmen / Zetels                                                           | %          | 17         | %          | 19         | %         | 19        | %         | 19        | %         | 19        | %         | 19        | %          | 19         | %          | 19         |
| -------------------- | -------------------------------------------------------------------------- | ---------- | ---------- | ---------- | ---------- | --------- | --------- | --------- | --------- | --------- | --------- | --------- | --------- | ---------- | ---------- | ---------- | ---------- |
|                      | CVP1 / CD&V2                                                               | 53,781     | 10         | 63,221     | 14         | 70,611    | 14        | 72,661    | 15        | 72,141    | 15        | 78,542    | 16        | 56,782     | 14         | 53,42      | 11         |
|                      | PVV1 / PVV-SPA / VLD2 / KartelB / Open Vld3 / Gemeentebelangen GalmaardenC | 15,931     | 2          | 20,051     | 3          | 29,39A    | 5         | 17,382    | 3         | 17,642    | 3         | 21,46B    | 3         | 6,653      | 0          | 9,6        | 1C         |
|                      | SP1 / PPV-SPA / Anders2 / KartelB / sp.a3 / Gemeentebelangen GalmaardenC   | -          |            | 16,731     | 2          | 29,39A    | 5         | 9,961     | 1         | 10,222    | 1         | 21,46B    | 3         | 7,163      | 0          | 9,6        | 1C         |
|                      | N-VA                                                                       | -          |            | -          |            | -         |           | -         |           | -         |           | -         |           | 25,5       | 5          | 28,8       | 6          |
|                      | Vlaams Belang                                                              | -          |            | -          |            | -         |           | -         |           | -         |           | -         |           | 3,9        | 0          | 8,2        | 1          |
|                      | DFL                                                                        | 30,29      | 5          | -          |            | -         |           | -         |           | -         |           | -         |           | -          |            | -          |            |
| Totaal stemmen       | Totaal stemmen                                                             | 5067       | 5067       | 5226       | 5226       | 5451      | 5451      | 5681      | 5681      | 5898      | 5898      | 6192      | 6192      | 6383       | 6383       | 6424       | 6424       |
| Opkomst %            | Opkomst %                                                                  |            |            |            |            | 96,94     | 96,94     | 96,34     | 96,34     | 95,84     | 95,84     | 96,58     | 96,58     | 94,94      | 94,94      | 94,7       | 94,7       |
| Blanco en ongeldig % | Blanco en ongeldig %                                                       | 1,36       | 1,36       | 2,54       | 2,54       | 3,25      | 3,25      | 3,68      | 3,68      | 2,93      | 2,93      | 4,26      | 4,26      | 2,88       | 2,88       | 4,1        | 4,1        |

De zetels van de gevormde coalitie staan vetjes afgedrukt. De grootste partij staat in kleur.

De gemeente zal na de lokale verkiezingen van 13 oktober 2024 onder de naam Pajottegem fuseren met Gooik en Herne.

## Cultuur

### Evenementen
- Op de eerste zondag na het feest van Paulus' bekering wordt de pauwelviering gehouden: een folkloristisch feest in het gehucht Sint-Paulus waarbij onder andere gewijde pauwelbroodjes worden geworpen.
- In het weekend van Pinksteren en tijdens het eerste weekend van oktober wordt kermis gehouden op het Marktplein.

## Bekende inwoners
- De komiek Urbanus woont in deelgemeente Tollembeek.
- Actrice en zangeres Nele Bauwens werd geboren in Galmaarden.
- Georges Cardoen, burgemeester, volksvertegenwoordiger en senator.

## Nabijgelegen kernen
Sint-Paulus, Tollembeek, Herhout